# Mimapomecyna biplagiatipennis
Mimapomecyna biplagiatipennis là một loài bọ cánh cứng trong họ Cerambycidae.